# Oscar Ferreyra
Oscar Ferreyra (8 dicembre 1937) è un ex calciatore argentino.

## Carriera
Nativo dell'Argentina, nel 1963 gioca con gli Ukrainian Nationals, con cui vince l'American Soccer League 1962-1963, massima competizione calcistica statunitense.
Nel 1965 si trasferisce in Colombia per giocare con il Deportivo Cali e fu tra i protagonisti del vittorioso Campeonato Profesional 1965, che terminò con la prima affermazione del club di Cali in ambito nazionale.
La stagione seguente è chiusa  al sesto posto.
Nel 1966 torna negli Stati Uniti d'America per giocare nel Newark Ukrainian Sitch, società con cui ottiene il secondo posto dell'American Soccer League 1965-1966.
Nel 1967 gioca con gli statunitensi del Philadelphia Spartans, società militante in NPSL I. Con gli Spartans ottiene il secondo posto della Estern Division, non riuscendo così a classificarsi per la finale del campionato.

## Palmarès
- American Soccer League: 1

Ukrainian Nationals: 1962-1963
- Campionato colombiano: 1

Deportivo Cali: 1965